# نیفچی
نیفچی (به لاتین: Nifçi) یک منطقه مسکونی در جمهوری آذربایجان است که در شهرستان بردع واقع شده است. نیفچی ۲۵۹ نفر جمعیت دارد.